# Irurre
Irurre es un concejo de la Comunidad Foral de Navarra perteneciente al municipio de Guesálaz. Está situado en la Merindad de Estella, en la Comarca de Estella Oriental. Su población en 2014 fue de 42 habitantes (INE). Lo cruza la carretera NA-7122.
El término limita al N con Muzqui, al S con Alloz, al E con Garísoain y al O con Lerate.

## Topónimo
De origen y significado dudoso, se podría pensar en Iri-aurre 'delante de la villa' al derivar del euskera (h)iri ‘villa, núcleo de población' y ´aurre`, delante. Otras interpretaciones podrían ser, `villa de oro' Iri-urre o `villa de agua´ Iri-ur, pero las construcciones sintácticas resultarían algo extrañas. En documentos antiguos aparece como Hiriurre, Iriurre, Yrihurre, Yriurre (1257, 1277-1279, 1268, 1324, 1350, NEN) e Irurre (1280, 1366, 1591, NEN).

## Historia
Fue una propiedad de realengo de la monarquía navarra, es decir, formaba parte del patrimonio de los reyes de Navarra.

## Arte
- Entre los siglos XVI y XVII se construyó el palacio del marqués de Irurre del que se conservan en la actualidad una torre y una fachada.
- En 2012 se instaló en Irurre el primer museo al aire libre de Navarra, dedicado al artista belga Henri Lenaerts, que se estableció en 1971 en este lugar, en donde vivió hasta su muerte en 2006.[3]
- Iglesia de Nuestra Señora de la Asunción, del siglo XVII.[1]
- Ermita de San Gregorio.
- Basílica de Santa Lucía.